# Eremippus kermanicus
Eremippus kermanicus är en insektsart som beskrevs av Leo L. Mishchenko 1976. Eremippus kermanicus ingår i släktet Eremippus och familjen gräshoppor. Inga underarter finns listade i Catalogue of Life.